# Cor de mitjanit
Cor de mitjanit (títol original: Heart of Midnight) és una pel·lícula de 1988, escrita i dirigida per Matthew Chapman i protagonitzada per Jennifer Jason Leigh. La història se centra en una jove amb un passat problemàtic que té problemes per afrontar la realitat del seu nou entorn. La música original va ser composta per Yanni i és un dels seus primers enregistraments importants. Ha estat doblada al català

## Argument
Carol (Jennifer Jason Leigh) és una jove que es recupera d'un recent (però no primer) col·lapse nerviós. Acaba d'heretar "Midnight", un club nocturn abandonat en un barri de mala mort, de part del seu misteriós oncle recentment mort, Fletcher (Sam Schacht). Carol es trasllada de la casa de la seva descurada mare Batty (Brenda Vaccaro) al club nocturn, i comença a renovar-ho amb l'esperança de tornar a obrir aviat. No obstant això, ràpidament descobreix que les coses no eren el que semblaven quan troba una zona secreta del club que era usada com a bordell per a clients amb tendències sexuals pervertides. Carol es transforma en víctima d'una violació quan tres lladres entren en el club. A causa del seu historial de problemes psicològics, a la policia li és difícil creure-la. Es fa amiga del tinent Sharpe (Peter Coyote), un detectiu que ha estat enviat a investigar i que sembla creure la seva història.

## Repartiment
- Jennifer Jason Leigh - Carol Rivers
- Peter Coyote - Sharpe
- Brenda Vaccaro - Betty Rivers
- Sam Schacht - Oncle Fletcher
- Jack Hallett - Lawyer
- Nicholas Love - Tom
- James Rebhorn - Richard
- Tico Wells - Henry
- Steve Buscemi - Eddy
- Frank Stallone - Ledray
- Denise Dumont - Mariana